# Леж (Верхняя Гаронна)
Леж (фр. Lège, окс. Leja) — коммуна во Франции, находится в регионе Юг — Пиренеи. Департамент — Верхняя Гаронна. Входит в состав кантона Сен-Беа. Округ коммуны — Сен-Годенс.
Код INSEE коммуны — 31290.

## География

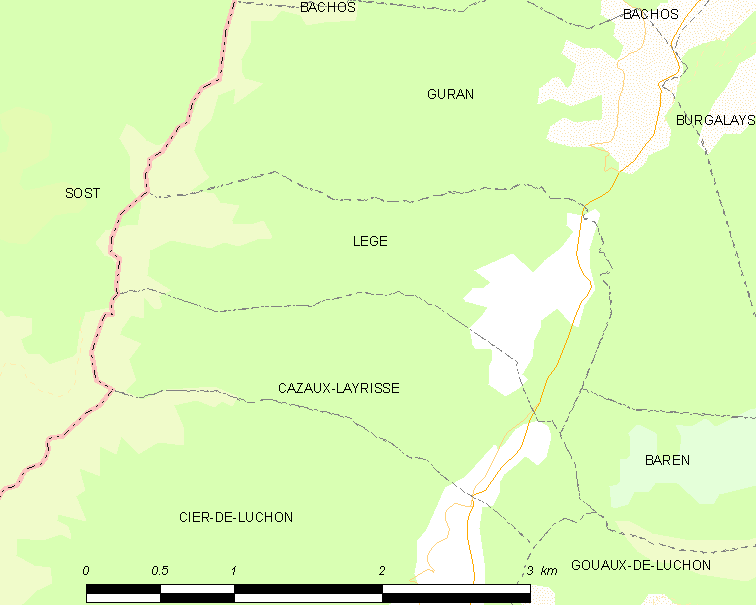
Карта коммуны

Коммуна расположена приблизительно в 680 км к югу от Парижа, в 110 км к юго-западу от Тулузы.
По территории коммуны протекает река Пик. Большую часть территории коммуны занимают леса.

## Климат
Климат умеренно-океанический. Зима мягкая и снежная, весна характеризуется сильными дождями и грозами, лето сухое и жаркое, осень солнечная. Преобладают сильные юго-восточные и северо-западные ветры.

## Население
Население коммуны на 2010 год составляло 41 человек.
| 1962 | 1968 | 1975 | 1982 | 1990 | 1999 | 2010 |
| ---- | ---- | ---- | ---- | ---- | ---- | ---- |
| 80   | 72   | 62   | 39   | 55   | 39   | 41   |

## Администрация
| Период | Период | Фамилия           | Партия                  | Примечания |
| ------ | ------ | ----------------- | ----------------------- | ---------- |
| 2001   | 2008   | Роже Пенелла      | Социалистическая партия |            |
| 2008   | 2020   | Жан-Пьер Гонсалес |                         |            |

## Экономика
В 2010 году среди 18 человек трудоспособного возраста (15—64 лет) 13 были экономически активными, 5 — неактивными (показатель активности — 72,2 %, в 1999 году было 75,0 %). Из 13 активных жителей работали 11 человек (6 мужчин и 5 женщин), безработных было 2 (1 мужчина и 1 женщина). Среди 5 неактивных 0 человек были учениками или студентами, 5 — пенсионерами, 0 были неактивными по другим причинам.

## Достопримечательности
- Церковь Св. Иоанна Крестителя